# Vol Ryan Air Service 103
Le 23 novembre 1987, le vol Ryan Air Service 103, un vol intérieur régulier effectué par un Beechcraft 1900C entre Kodiak et Homer, en Alaska, s'est écrasé à proximité de la piste de l'aéroport d'Homer (en), à l'approche de celui-ci. On dénombre 18 victimes parmi les 21 personnes à bord.

## Avion et équipage

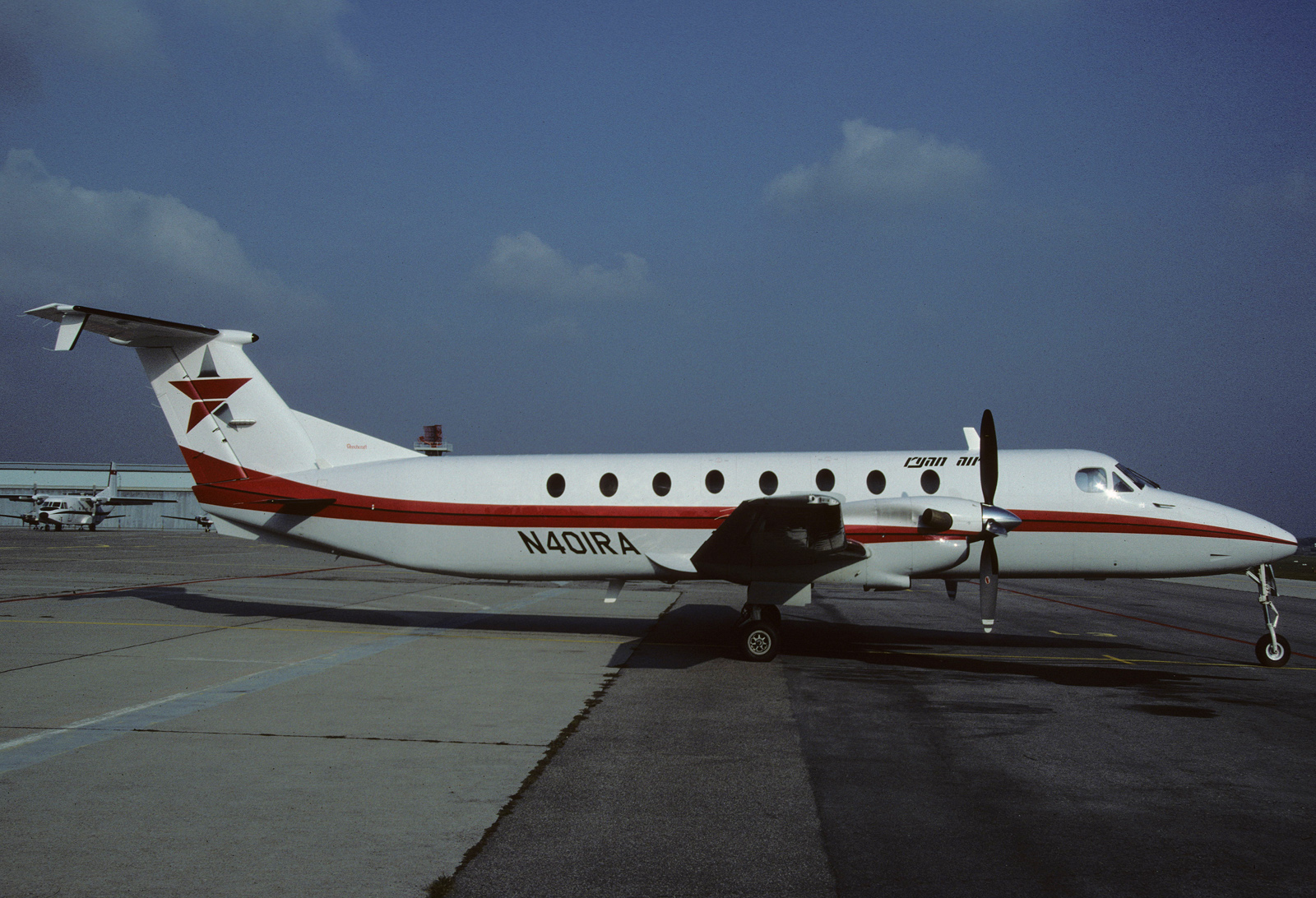
Le Beechcraft 1900C de impliqué dans l'accident, photographié en novembre 1986.

L'aéronef assurant le vol est un Beechcraft 1900C, un avion de transport régional bi-turbopropulseur équipé de deux moteurs Pratt & Whitney Canada PT6A-65B, immatriculé N401RA (numéro de série UB-58) et construit en 1986. 
Le commandant de bord est Robert Deliman Jr (26 ans), qui a rejoint Ryan Air Services (en) en 1984 et totalise 7 087 heures de vol, dont 4 420 heures sur Beechcraft 1900. Le copilote est Gareth Stoltzfus (40 ans), qui a été embauché par la compagnie aérienne deux ans auparavant, il cumule 10 532 heures de vol à son actif, dont seulement 300 heures sur Beechcraft 1900. 
Il y avait 19 passagers en cabine, 17 d'entre eux originaires de l'Alaska et deux autres du Wisconsin ; beaucoup étaient des chasseurs revenant de la chasse au cerf sur l'île Kodiak.

## Accident
À 17 h 42, heure locale, le vol 103 décolle de la piste 07 de l'aéroport de Kodiak, avec 19 passagers à bord et 651 kg de fret embarqué dans la soute. L'avion peine alors à décoller et doit accélérer à 15 nœuds (27 km/h) au-dessus de la vitesse V1 (vitesse maximale d’interruption du décollage) pour décoller de la piste. Le vol en croisière se déroule ensuite sans incident.
À 18 h 19, heure locale, le vol 103 est autorisé à atterrir après une approche DME, après qu'un avion précédent ait annulé une approche aux instruments. Six minutes plus tard, la tour de contrôle de l'aéroport reçoit un signal de détresse de l'équipage. Plusieurs témoins au sol rapportent que le vol 103 n'e se comportait pas normalement pendant l'approche.

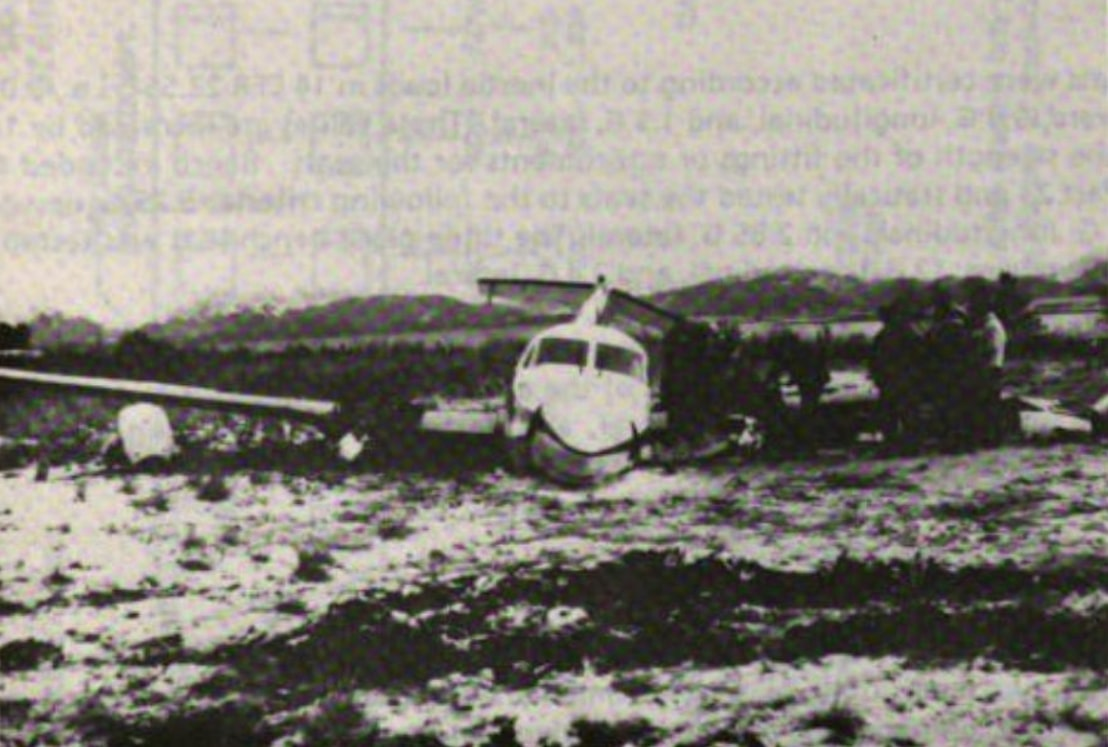
Photo de l'épave de l'appareil, prise sous un angle différent.

Alors que l'appareil se trouve à environ 78 pieds (24 m) de la piste, ses ailes se déplacent brusquement d'avant en arrière et l'avion commence à chuter brusquement vers le sol. Le vol 103 percute d'abord le sol à plat, en heurtant la clôture d'enceinte de l'aéroport, puis il glisse sur le ventre sur plusieurs mètres avant de s'immobiliser. 
Sur les 21 personnes à bord, le commandant de bord et 13 passagers ont été tués sur le coup. Le copilote et un des passagers sont décédés lors de leur transport à l'hôpital. Deux autres passagers succombent à leurs blessures le lendemain, à Anchorage, ne laissant que trois survivants au crash. La force extrême de l'impact avec le sol a été à l'origine de l'ensemble les décès à bord de l'avion.

## Enquête
Les enquêteurs du Conseil national de la sécurité des transports (NTSB) ont découvert que l'avion était chargé avec 30 kg de plus que ce qui avait été demandé par l'équipage. La sortie des volets lors de la configuration de l'avion pour l'atterrissage a provoqué le décrochage à basse altitude, le centre de gravité s'étant alors déplacé brusquement très en arrière ; des conditions de givrage étaient également présentes dans la région, mais elles n'ont pas provoqué le décrochage de l'avion, elles l'ont seulement déclenché à une vitesse plus élevée que la normale. 
Le rapport final a indiqué que la cause de l'accident du vol 103 était le chargement inadéquat de l'avion avant son décollage, dû à l'échec des pilotes à le superviser correctement, qui a entraîné une perte de contrôle de l'appareil, alors en configuration pour l'atterrissage. Les recommandations émises par le NTSB après cet accident concernaient toutes la configuration de la cabine de l'avion, qui a largement contribué aux nombre élevé de victimes.